# Gemak

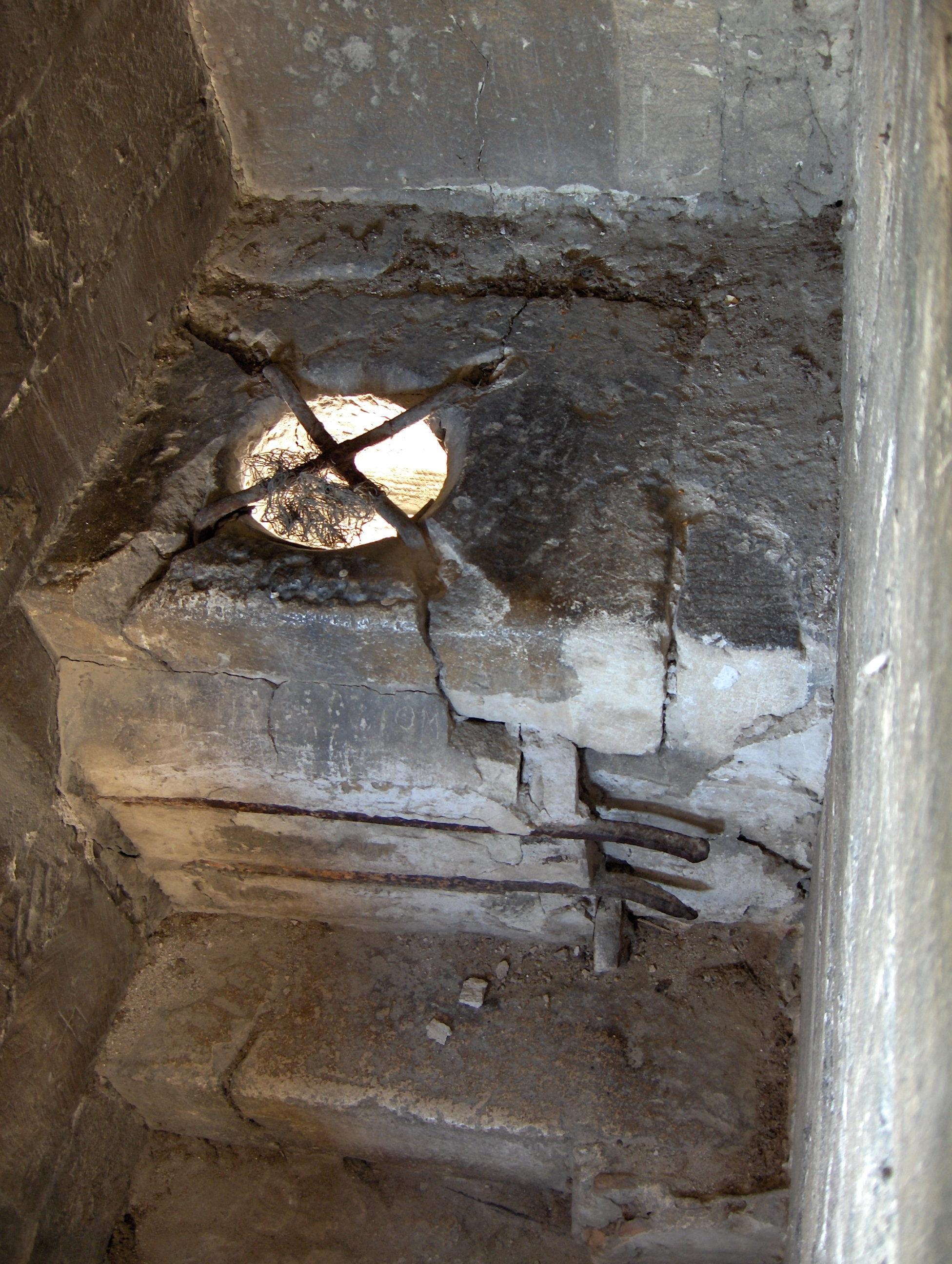
Het gemak.

Situering van het gemak in een kasteel.

Een gemak, privaat, poepdoos of plee is een meestal houten of stenen bank met een gat erin waardoor de behoefte kon worden gedaan, een primitief toilet. Onder de zitplaats stond een beerton. Soms vielen de afscheidingsproducten rechtstreeks in de beerput. Het gemak stond vaak buitenshuis, in de tuin of in de schuur of stal. Deze voorziening was algemeen in gebruik tot de aanleg van waterleiding en riolering het watercloset (wc) mogelijk maakte.

## Kastelen
Middeleeuwse kastelen zijn voorzien van een gemak dat in een uitbouw van de kasteelmuur is gemaakt en waarbij ieders ontlasting direct in de gracht valt. Dit was bij natte grachten een relatief hygiënische oplossing, omdat het grachtwater meestal continu werd ververst door een beek of rivier. Een voorbeeld hiervan is te vinden in Kasteel Ammersoyen. 
Er wordt verondersteld dat het gemak in kastelen een doorontwikkeling is van de mezekouw. Mezekouwen bevonden zich vaak boven de poort, maar als ze boven de gracht waren gemaakt werden ze in vredestijd ook wel gebruikt als toilet door er een plank met een gat over te leggen. 

## Water
Na de middeleeuwen werd het gemak met natuurlijke afvoer onder meer toegepast bij door natte grachten omgeven vestingen. Een houten bouwsel boven de vestinggracht dat via een loopbrug vanaf de vestingwallen was te bereiken, fungeerde als toilet. Voorbeelden hiervan zijn te zien bij de vesting van Bourtange.
Ook elders was een schijthuis boven gracht of sloot niet ongewoon, maar in het algemeen waren uitwerpselen een waardevolle meststof voor de landbouw en werden dus opgevangen en bewaard. 

## Rurale gebieden

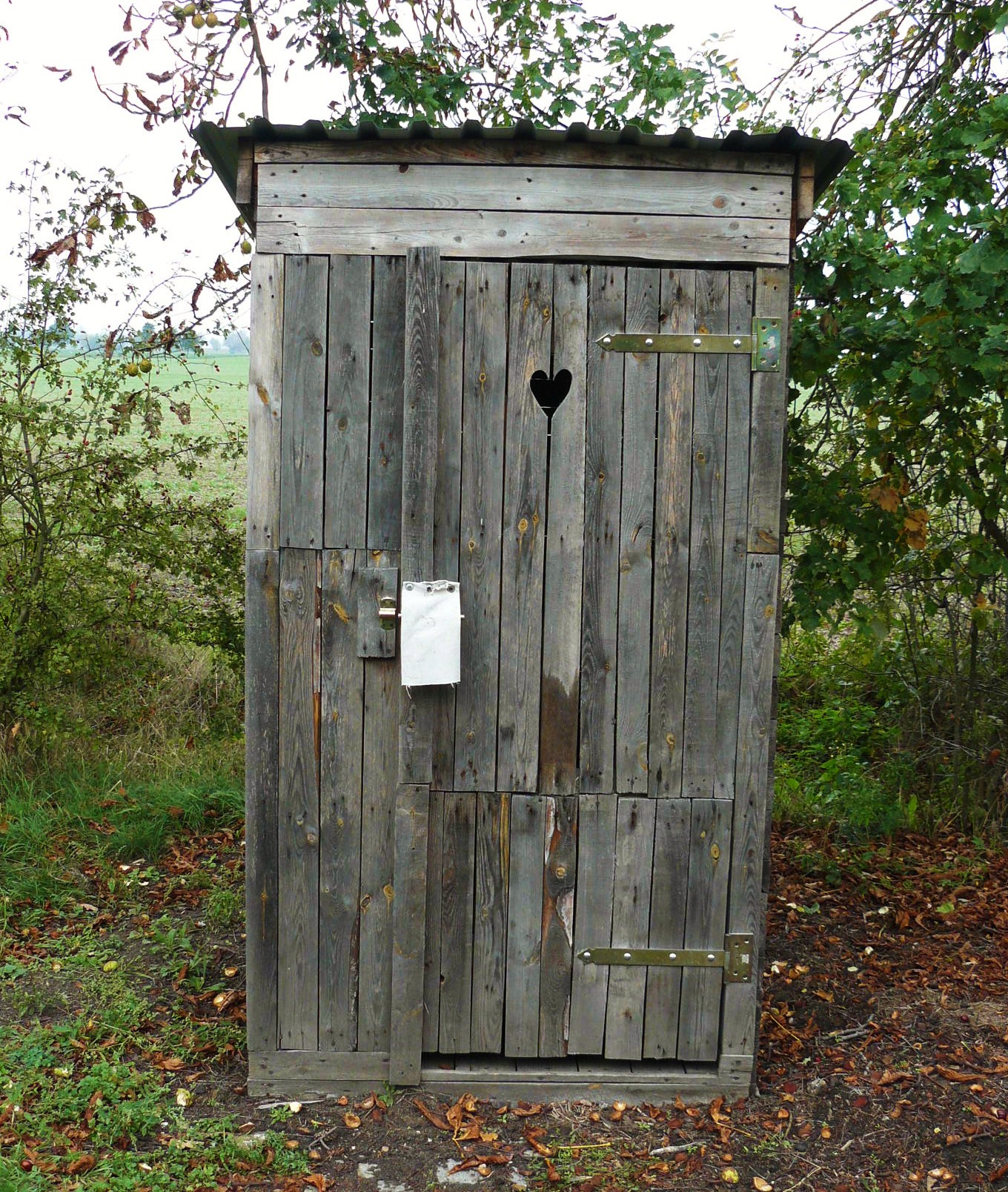
In rurale gebieden werd bij woningen het gemak buitenshuis geplaatst in houten gebouwtjes.